# Paradise (T-SQUAREのアルバム)
『Paradise』（パラダイス）は、T-SQUAREの41枚目のアルバム。 
2015年7月8日にリリースされた。 

## 解説
スクェアの41枚目のオリジナルアルバム。
本作は「夏」「リゾート」をテーマに掲げて制作されたコンセプト・アルバム。「夏の始まりや終わり」や「少年時代の夏休み」などをイメージして、コンセプトに沿った曲を提供。ドラムの坂東慧は収録曲全9曲中5曲を作曲。
伊東たけしは前作『NEXT』でEWI1000とEWI4000sを曲によって使い分けていたが、本作以降は全てEWI1000を使用。
毎年4月・5月にオリジナルアルバムをリリースするT-SQUAREだが、本作はコンセプトに合わせて、例外的に7月リリース。従来のオリジナルアルバムリリース時期に相当する5月には、企画アルバム『Dolphin Through』を発表した。
初回限定盤は、2015年5月26日豊洲PITで行われたライブ「一夜限りのFANTASTIC SQUARE」より2曲を収録したDVDが付属。このライブ映像は、BSフジでのテレビ放送、DVD/BDの発売が行われた。
本作より新レーベル・Orange Ladyからのリリース。

## 収録曲
1. Mystic Island - 坂東慧作曲
2. Vivid - 坂東慧作曲
3. Paradise - 安藤正容作曲
4. Through The Thunderhead - 河野啓三作曲
5. 彼女と麦わら帽子 - 坂東慧作曲
6. Eternal Glory - 河野啓三作曲
7. Knock Me Out - 安藤正容作曲
8. Night Cruise - 坂東慧作曲
9. 夏の終わり - 坂東慧作曲

## 付属DVD
1. First Impression
2. Surfin' On The Sky

## ミュージシャン
- T-SQUARE
  - 安藤正容 -   Electric Guitar, Acoustic Guitar
  - 伊東たけし - Alto Sax, EWI
  - 河野啓三 - Acoustic Piano, Keyboards
  - 坂東慧 - Drums
- Special Support
  - 田中晋吾 - Bass